# Madonna (Künstlerin)/Diskografie
Diese Diskografie ist eine Übersicht über die musikalischen Werke der US-amerikanischen Sängerin und Schauspielerin Madonna. Den Quellenangaben zufolge hat sie bisher mehr als 350 Millionen Tonträger verkauft, damit gilt sie als erfolgreichste Sängerin aller Zeiten. Sie verkaufte alleine in Deutschland über 12,8 Millionen Tonträger und zählt damit zu den Interpretinnen mit den meisten durch den BVMI zertifizierten Tonträgerverkäufen. Ihre erfolgreichste Veröffentlichung ist das Album The Immaculate Collection mit über 30 Millionen verkauften Einheiten.

## Alben

### Studioalben
| Jahr | Titel Musiklabel                                        | Höchstplatzierung, Gesamtwochen, AuszeichnungChartplatzierungen (Jahr, Titel, Musiklabel, Platzierungen, Wochen, Auszeichnungen, Anmerkungen) | Höchstplatzierung, Gesamtwochen, AuszeichnungChartplatzierungen (Jahr, Titel, Musiklabel, Platzierungen, Wochen, Auszeichnungen, Anmerkungen) | Höchstplatzierung, Gesamtwochen, AuszeichnungChartplatzierungen (Jahr, Titel, Musiklabel, Platzierungen, Wochen, Auszeichnungen, Anmerkungen) | Höchstplatzierung, Gesamtwochen, AuszeichnungChartplatzierungen (Jahr, Titel, Musiklabel, Platzierungen, Wochen, Auszeichnungen, Anmerkungen) | Höchstplatzierung, Gesamtwochen, AuszeichnungChartplatzierungen (Jahr, Titel, Musiklabel, Platzierungen, Wochen, Auszeichnungen, Anmerkungen) | Anmerkungen                                                     |
| Jahr | Titel Musiklabel                                        | DE | AT | CH | UK | US | Anmerkungen                                                     |
| ---- | ------------------------------------------------------- | --- | --- | --- | --- | --- | --------------------------------------------------------------- |
| 1983 | Madonna Sire Records (WMG)                              | DE28 Gold · (16 Wo.)DE | AT15 (4 Wo.)AT | — | UK6 Platin · (124 Wo.)UK | US8 ×5Fünffachplatin · (168 Wo.)US | Erstveröffentlichung: 27. Juli 1983 Verkäufe: + 10.000.000      |
| 1984 | Like a Virgin Sire Records (WMG)                        | DE1 ×3Dreifachgold · (63 Wo.)DE | AT3 (34 Wo.)AT | CH3 ×2Doppelplatin · (24 Wo.)CH | UK1 ×3Dreifachplatin · (152 Wo.)UK | US1 Diamant · (109 Wo.)US | Erstveröffentlichung: 12. November 1984 Verkäufe: + 21.000.000  |
| 1986 | True Blue Sire Records (WMG)                            | DE1 ×2Doppelplatin · (67 Wo.)DE | AT2 Platin · (47 Wo.)AT | CH1 ×3Dreifachplatin · (36 Wo.)CH | UK1 ×7Siebenfachplatin · (90 Wo.)UK | US1 ×7Siebenfachplatin · (82 Wo.)US | Erstveröffentlichung: 30. Juni 1986 Verkäufe: + 25.000.000      |
| 1989 | Like a Prayer Sire Records (WMG)                        | DE1 ×3Dreifachgold · (35 Wo.)DE | AT1 Platin · (29 Wo.)AT | CH1 ×2Doppelplatin · (26 Wo.)CH | UK1 ×4Vierfachplatin · (73 Wo.)UK | US1 ×4Vierfachplatin · (77 Wo.)US | Erstveröffentlichung: 29. März 1989 Verkäufe: + 15.000.000      |
| 1992 | Erotica Sire Records (WMG)                              | DE5 Gold · (21 Wo.)DE | AT10 Gold · (19 Wo.)AT | CH5 Gold · (12 Wo.)CH | UK2 ×2Doppelplatin · (39 Wo.)UK | US2 ×2Doppelplatin · (53 Wo.)US | Erstveröffentlichung: 20. Oktober 1992 Verkäufe: + 6.000.000    |
| 1994 | Bedtime Stories Maverick (WMG)                          | DE4 Platin · (37 Wo.)DE | AT7 Gold · (21 Wo.)AT | CH7 Gold · (29 Wo.)CH | UK2 Platin · (30 Wo.)UK | US3 ×3Dreifachplatin · (48 Wo.)US | Erstveröffentlichung: 21. Oktober 1994 Verkäufe: + 8.000.000    |
| 1998 | Ray of Light Maverick (WMG)                             | DE1 ×3Dreifachplatin · (83 Wo.)DE | AT2 ×2Doppelplatin · (42 Wo.)AT | CH1 ×3Dreifachplatin · (57 Wo.)CH | UK1 ×6Sechsfachplatin · (138 Wo.)UK | US2 ×4Vierfachplatin · (78 Wo.)US | Erstveröffentlichung: 22. Februar 1998 Verkäufe: + 20.000.000   |
| 2000 | Music Maverick (WMG)                                    | DE1 ×2Doppelplatin · (50 Wo.)DE | AT1 Platin · (37 Wo.)AT | CH1 ×2Doppelplatin · (42 Wo.)CH | UK1 ×5Fünffachplatin · (73 Wo.)UK | US1 ×3Dreifachplatin · (55 Wo.)US | Erstveröffentlichung: 18. September 2000 Verkäufe: + 11.000.000 |
| 2003 | American Life Maverick (WMG)                            | DE1 Platin · (20 Wo.)DE | AT1 (20 Wo.)AT | CH1 Platin · (23 Wo.)CH | UK1 Platin · (20 Wo.)UK | US1 Platin · (14 Wo.)US | Erstveröffentlichung: 21. April 2003 Verkäufe: + 5.000.000      |
| 2005 | Confessions on a Dance Floor Warner Bros. Records (WMG) | DE1 ×3Dreifachplatin · (42 Wo.)DE | AT1 (35 Wo.)AT | CH1 ×3Dreifachplatin · (42 Wo.)CH | UK1 ×4Vierfachplatin · (54 Wo.)UK | US1 Platin · (37 Wo.)US | Erstveröffentlichung: 11. November 2005 Verkäufe: + 8.000.000   |
| 2008 | Hard Candy Warner Bros. Records (WMG)                   | DE1 Platin · (40 Wo.)DE | AT1 Platin · (28 Wo.)AT | CH1 Platin · (29 Wo.)CH | UK1 Platin · (26 Wo.)UK | US1 Gold · (30 Wo.)US | Erstveröffentlichung: 19. April 2008 Verkäufe: + 4.000.000      |
| 2012 | MDNA Interscope (UMG)                                   | DE3 (15 Wo.)DE | AT3 Gold · (7 Wo.)AT | CH2 (21 Wo.)CH | UK1 Gold · (12 Wo.)UK | US1 Gold · (13 Wo.)US | Erstveröffentlichung: 23. März 2012 Verkäufe: + 2.000.000       |
| 2015 | Rebel Heart Interscope (UMG)                            | DE1 (15 Wo.)DE | AT1 Gold · (5 Wo.)AT | CH1 (12 Wo.)CH | UK2 Gold · (12 Wo.)UK | US2 (11 Wo.)US | Erstveröffentlichung: 6. März 2015 Verkäufe: + 1.000.000        |
| 2019 | Madame X Interscope (UMG)                               | DE5 (6 Wo.)DE | AT4 (5 Wo.)AT | CH2 (10 Wo.)CH | UK2 Silber · (5 Wo.)UK | US1 (2 Wo.)US | Erstveröffentlichung: 14. Juni 2019 Verkäufe: + 95.000          |

### Livealben
| Jahr | Titel Musiklabel                                          | Höchstplatzierung, Gesamtwochen, AuszeichnungChartplatzierungen (Jahr, Titel, Musiklabel, Platzierungen, Wochen, Auszeichnungen, Anmerkungen) | Höchstplatzierung, Gesamtwochen, AuszeichnungChartplatzierungen (Jahr, Titel, Musiklabel, Platzierungen, Wochen, Auszeichnungen, Anmerkungen) | Höchstplatzierung, Gesamtwochen, AuszeichnungChartplatzierungen (Jahr, Titel, Musiklabel, Platzierungen, Wochen, Auszeichnungen, Anmerkungen) | Höchstplatzierung, Gesamtwochen, AuszeichnungChartplatzierungen (Jahr, Titel, Musiklabel, Platzierungen, Wochen, Auszeichnungen, Anmerkungen) | Höchstplatzierung, Gesamtwochen, AuszeichnungChartplatzierungen (Jahr, Titel, Musiklabel, Platzierungen, Wochen, Auszeichnungen, Anmerkungen) | Anmerkungen                                                 |
| Jahr | Titel Musiklabel                                          | DE | AT | CH | UK | US | Anmerkungen                                                 |
| ---- | --------------------------------------------------------- | --- | --- | --- | --- | --- | ----------------------------------------------------------- |
| 2006 | I’m Going to Tell You a Secret Warner Bros. Records (WMG) | DE8 Gold · (11 Wo.)DE | AT12 (5 Wo.)AT | CH7 (11 Wo.)CH | UK18 Gold · (4 Wo.)UK | US33 (4 Wo.)US | Erstveröffentlichung: 20. Juni 2006 Verkäufe: + 108.000     |
| 2007 | The Confessions Tour Warner Bros. Records (WMG)           | DE2 ×2Doppelplatin · (13 Wo.)DE | AT— PlatinAT | CH2 (12 Wo.)CH | UK7 Silber · (5 Wo.)UK | US15 (6 Wo.)US | Erstveröffentlichung: 30. Januar 2007 Verkäufe: + 235.000   |
| 2010 | Sticky & Sweet Tour Warner Bros. Records (WMG)            | DE11 Gold · (6 Wo.)DE | — | CH5 (6 Wo.)CH | UK17 (3 Wo.)UK | US10 (4 Wo.)US | Erstveröffentlichung: 6. April 2010 Verkäufe: + 153.000     |
| 2013 | MDNA World Tour Interscope (UMG)                          | — | — | — | UK55 (1 Wo.)UK | US90 (1 Wo.)US | Erstveröffentlichung: 9. September 2013 Verkäufe: + 118.000 |
| 2017 | Rebel Heart Tour Eagle                                    | DE8 (4 Wo.)DE | — | CH30 (2 Wo.)CH | UK42 (1 Wo.)UK | — | Erstveröffentlichung: 15. September 2017 Verkäufe: + 50.000 |
| 2021 | Madame X: Music from the Theater Xperience Boy Toy (WMG)  | — | — | — | — | — | Erstveröffentlichung: 8. Oktober 2021                       |

### Kompilationen
| Jahr | Titel Musiklabel                                                | Höchstplatzierung, Gesamtwochen, AuszeichnungChartplatzierungen (Jahr, Titel, Musiklabel, Platzierungen, Wochen, Auszeichnungen, Anmerkungen) | Höchstplatzierung, Gesamtwochen, AuszeichnungChartplatzierungen (Jahr, Titel, Musiklabel, Platzierungen, Wochen, Auszeichnungen, Anmerkungen) | Höchstplatzierung, Gesamtwochen, AuszeichnungChartplatzierungen (Jahr, Titel, Musiklabel, Platzierungen, Wochen, Auszeichnungen, Anmerkungen) | Höchstplatzierung, Gesamtwochen, AuszeichnungChartplatzierungen (Jahr, Titel, Musiklabel, Platzierungen, Wochen, Auszeichnungen, Anmerkungen) | Höchstplatzierung, Gesamtwochen, AuszeichnungChartplatzierungen (Jahr, Titel, Musiklabel, Platzierungen, Wochen, Auszeichnungen, Anmerkungen) | Anmerkungen                                                    |
| Jahr | Titel Musiklabel                                                | DE | AT | CH | UK | US | Anmerkungen                                                    |
| ---- | --------------------------------------------------------------- | --- | --- | --- | --- | --- | -------------------------------------------------------------- |
| 1990 | The Immaculate Collection Sire Records (WMG)                    | DE10 ×3Dreifachgold · (42 Wo.)DE | AT6 Platin · (15 Wo.)AT | CH3 Platin · (20 Wo.)CH | UK1 ×12Zwölffachplatin · (363 Wo.)UK | US2 Diamant + Platin · (148 Wo.)US | Erstveröffentlichung: 12. November 1990 Verkäufe: + 31.000.000 |
| 1995 | Something to Remember Maverick (WMG)                            | DE2 Platin · (35 Wo.)DE | AT1 Platin · (20 Wo.)AT | CH3 ×3Dreifachplatin · (26 Wo.)CH | UK3 ×3Dreifachplatin · (36 Wo.)UK | US6 ×3Dreifachplatin · (34 Wo.)US | Erstveröffentlichung: 30. Oktober 1995 Verkäufe: + 7.430.000   |
| 2001 | GHV2 Maverick (WMG)                                             | DE3 Platin · (14 Wo.)DE | AT1 (15 Wo.)AT | CH3 Platin · (18 Wo.)CH | UK2 ×2Doppelplatin · (33 Wo.)UK | US7 Platin · (18 Wo.)US | Erstveröffentlichung: 12. November 2001 Verkäufe: + 7.000.000  |
| 2009 | Celebration Warner Bros. Records (WMG)                          | DE1 Platin · (24 Wo.)DE | AT4 (13 Wo.)AT | CH3 Platin · (19 Wo.)CH | UK1 ×2Doppelplatin · (58 Wo.)UK | US7 Gold · (17 Wo.)US | Erstveröffentlichung: 18. September 2009 Verkäufe: + 2.376.416 |
| 2022 | Finally Enough Love – 50 Number Ones Warner Bros. Records (WMG) | DE2 (5 Wo.)DE | AT7 (3 Wo.)AT | CH2 (5 Wo.)CH | UK3 Gold · (58 Wo.)UK | US8 (1 Wo.)US | Erstveröffentlichung: 19. August 2022 Verkäufe: + 100.000      |

### Remixalben
| Jahr | Titel Musiklabel                                | Höchstplatzierung, Gesamtwochen, AuszeichnungChartplatzierungen (Jahr, Titel, Musiklabel, Platzierungen, Wochen, Auszeichnungen, Anmerkungen) | Höchstplatzierung, Gesamtwochen, AuszeichnungChartplatzierungen (Jahr, Titel, Musiklabel, Platzierungen, Wochen, Auszeichnungen, Anmerkungen) | Höchstplatzierung, Gesamtwochen, AuszeichnungChartplatzierungen (Jahr, Titel, Musiklabel, Platzierungen, Wochen, Auszeichnungen, Anmerkungen) | Höchstplatzierung, Gesamtwochen, AuszeichnungChartplatzierungen (Jahr, Titel, Musiklabel, Platzierungen, Wochen, Auszeichnungen, Anmerkungen) | Höchstplatzierung, Gesamtwochen, AuszeichnungChartplatzierungen (Jahr, Titel, Musiklabel, Platzierungen, Wochen, Auszeichnungen, Anmerkungen) | Anmerkungen                                                   |
| Jahr | Titel Musiklabel                                | DE | AT | CH | UK | US | Anmerkungen                                                   |
| ---- | ----------------------------------------------- | --- | --- | --- | --- | --- | ------------------------------------------------------------- |
| 1987 | You Can Dance Sire Records (WMG)                | DE13 Gold · (14 Wo.)DE | AT13 (4 Wo.)AT | CH11 Gold · (9 Wo.)CH | UK5 Platin · (18 Wo.)UK | US14 Platin · (22 Wo.)US | Erstveröffentlichung: 13. November 1987 Verkäufe: + 1.270.000 |
| 2003 | Remixed & Revisited Maverick (WMG)              | — | — | CH80 (1 Wo.)CH | — | US115 (1 Wo.)US | Erstveröffentlichung: 24. November 2003 Verkäufe: + 500.000   |
| 2025 | Veronica Electronica Warner Bros. Records (WMG) | DE12 (1 Wo.)DE | AT39 (1 Wo.)AT | CH10 (1 Wo.)CH | UK23 (1 Wo.)UK | — | Erstveröffentlichung: 25. Juli 2025                           |

### Soundtracks
| Jahr | Titel Musiklabel                   | Höchstplatzierung, Gesamtwochen, AuszeichnungChartplatzierungen (Jahr, Titel, Musiklabel, Platzierungen, Wochen, Auszeichnungen, Anmerkungen) | Höchstplatzierung, Gesamtwochen, AuszeichnungChartplatzierungen (Jahr, Titel, Musiklabel, Platzierungen, Wochen, Auszeichnungen, Anmerkungen) | Höchstplatzierung, Gesamtwochen, AuszeichnungChartplatzierungen (Jahr, Titel, Musiklabel, Platzierungen, Wochen, Auszeichnungen, Anmerkungen) | Höchstplatzierung, Gesamtwochen, AuszeichnungChartplatzierungen (Jahr, Titel, Musiklabel, Platzierungen, Wochen, Auszeichnungen, Anmerkungen) | Höchstplatzierung, Gesamtwochen, AuszeichnungChartplatzierungen (Jahr, Titel, Musiklabel, Platzierungen, Wochen, Auszeichnungen, Anmerkungen) | Anmerkungen                                                  |
| Jahr | Titel Musiklabel                   | DE | AT | CH | UK | US | Anmerkungen                                                  |
| ---- | ---------------------------------- | --- | --- | --- | --- | --- | ------------------------------------------------------------ |
| 1987 | Who’s That Girl Sire Records (WMG) | DE1 Gold · (18 Wo.)DE | AT5 (16 Wo.)AT | CH4 Gold · (12 Wo.)CH | UK4 Platin · (25 Wo.)UK | US7 Platin · (28 Wo.)US | Erstveröffentlichung: 17. Juli 1987 Verkäufe: + 6.000.000    |
| 1990 | I’m Breathless Maverick (WMG)      | DE1 Gold · (23 Wo.)DE | AT5 Gold · (18 Wo.)AT | CH3 Gold · (16 Wo.)CH | UK2 Platin · (20 Wo.)UK | US2 ×2Doppelplatin · (25 Wo.)US | Erstveröffentlichung: 21. Mai 1990 Verkäufe: + 7.000.000     |
| 1996 | Evita Warner Bros. Records (WMG)   | DE2 Platin · (41 Wo.)DE | AT1 ×2Doppelplatin · (25 Wo.)AT | CH1 Platin · (31 Wo.)CH | UK1 ×2Doppelplatin · (44 Wo.)UK | US2 ×5Fünffachplatin · (30 Wo.)US | Erstveröffentlichung: 25. Oktober 1996 Verkäufe: + 7.409.000 |

## Singles

### Als Leadmusikerin
| Jahr | Titel Album                                              | Höchstplatzierung, Gesamtwochen/‑monate, AuszeichnungChartplatzierungen (Jahr, Titel, Album, Platzierungen, Wochen/Monate, Auszeichnungen, Anmerkungen) | Höchstplatzierung, Gesamtwochen/‑monate, AuszeichnungChartplatzierungen (Jahr, Titel, Album, Platzierungen, Wochen/Monate, Auszeichnungen, Anmerkungen) | Höchstplatzierung, Gesamtwochen/‑monate, AuszeichnungChartplatzierungen (Jahr, Titel, Album, Platzierungen, Wochen/Monate, Auszeichnungen, Anmerkungen) | Höchstplatzierung, Gesamtwochen/‑monate, AuszeichnungChartplatzierungen (Jahr, Titel, Album, Platzierungen, Wochen/Monate, Auszeichnungen, Anmerkungen) | Höchstplatzierung, Gesamtwochen/‑monate, AuszeichnungChartplatzierungen (Jahr, Titel, Album, Platzierungen, Wochen/Monate, Auszeichnungen, Anmerkungen) | Anmerkungen                                                                                    |
| Jahr | Titel Album                                              | DE | AT | CH | UK | US | Anmerkungen                                                                                    |
| --- | -------------------------------------------------------- | --- | --- | --- | --- | --- | ---------------------------------------------------------------------------------------------- |
| 1982 | Everybody Madonna                                        | — | — | — | — | — | Erstveröffentlichung: 6. Oktober 1982                                                          |
| 1983 | Burning Up / Physical Attraction Madonna                 | — | — | — | — | — | Erstveröffentlichung: 9. März 1983                                                             |
| 1983 | Holiday Madonna                                          | DE9 (15 Wo.)DE | — | CH18 (9 Wo.)CH | UK2 Platin · (28 Wo.)UK | US16 (21 Wo.)US | Erstveröffentlichung: 7. September 1983 Verkäufe: + 1.163.000                                  |
| 1983 | Lucky Star Madonna                                       | — | — | — | UK14 (11 Wo.)UK | US4 (16 Wo.)US | Erstveröffentlichung: 8. September 1983                                                        |
| 1984 | Borderline Madonna                                       | — | — | CH23 (3 Wo.)CH | UK2 Gold · (14 Wo.)UK | US10 Gold · (30 Wo.)US | Erstveröffentlichung: 15. Februar 1984 Verkäufe: + 1.500.000                                   |
| 1984 | Like a Virgin                                            | DE4 (17 Wo.)DE | AT8 (3½ Mt.)AT | CH9 (13 Wo.)CH | UK3 Gold · (18 Wo.)UK | US1 Gold · (19 Wo.)US | Erstveröffentlichung: 31. Oktober 1984 Verkäufe: + 2.270.000                                   |
| 1985 | Material Girl Like a Virgin                              | DE13 (11 Wo.)DE | AT8 (2½ Mt.)AT | CH15 (10 Wo.)CH | UK3 Platin · (10 Wo.)UK | US2 (17 Wo.)US | Erstveröffentlichung: 23. Januar 1985 Verkäufe: + 1.087.000                                    |
| 1985 | Crazy for You Vision Quest                               | DE26 (14 Wo.)DE | AT23 (2 Mt.)AT | CH16 (11 Wo.)CH | UK2 Gold · (15 Wo.)UK | US1 Gold · (21 Wo.)US | Erstveröffentlichung: 2. März 1985 Verkäufe: + 1.998.000                                       |
| 1985 | Angel Like a Virgin                                      | DE31 (17 Wo.)DE | — | CH17 (7 Wo.)CH | UK5 (12 Wo.)UK | US5 Gold · (17 Wo.)US | Erstveröffentlichung: 10. April 1985 Verkäufe: + 1.035.000                                     |
| 1985 | Into the Groove Like a Virgin                            | DE3 (16 Wo.)DE | AT6 (2 Mt.)AT | CH2 (13 Wo.)CH | UK1 Silber · (17 Wo.)UK | US— GoldUS | Erstveröffentlichung: 23. Juli 1985 Verkäufe: + 2.262.000                                      |
| 1985 | Dress You Up Like a Virgin                               | DE20 (9 Wo.)DE | — | CH20 (5 Wo.)CH | UK5 Silber · (13 Wo.)UK | US5 (16 Wo.)US | Erstveröffentlichung: 31. Juli 1985 Verkäufe: + 250.000                                        |
| 1985 | Gambler Vision Quest                                     | DE25 (10 Wo.)DE | — | CH23 (3 Wo.)CH | UK4 Silber · (14 Wo.)UK | — | Erstveröffentlichung: 3. Oktober 1985 Verkäufe: + 270.000                                      |
| 1986 | Live to Tell True Blue                                   | DE12 (15 Wo.)DE | — | CH4 (17 Wo.)CH | UK2 Silber · (13 Wo.)UK | US1 (18 Wo.)US | Erstveröffentlichung: 26. März 1986 Verkäufe: + 581.000                                        |
| 1986 | Papa Don’t Preach True Blue                              | DE2 (17 Wo.)DE | AT4 (3½ Mt.)AT | CH2 (13 Wo.)CH | UK1 Gold · (15 Wo.)UK | US1 Platin · (18 Wo.)US | Erstveröffentlichung: 11. Juni 1986 Verkäufe: + 2.036.000                                      |
| 1986 | True Blue                                                | DE6 (15 Wo.)DE | AT9 (3½ Mt.)AT | CH6 (10 Wo.)CH | UK1 (15 Wo.)UK | US3 Gold · (16 Wo.)US | Erstveröffentlichung: 17. September 1986 Verkäufe: + 1.377.000                                 |
| 1986 | Open Your Heart True Blue                                | DE17 (10 Wo.)DE | AT18 (2½ Mt.)AT | CH11 (6 Wo.)CH | UK4 Silber · (9 Wo.)UK | US1 (18 Wo.)US | Erstveröffentlichung: 19. November 1986 Verkäufe: + 250.000                                    |
| 1987 | La Isla Bonita True Blue                                 | DE1 Gold · (23 Wo.)DE | AT1 (4½ Mt.)AT | CH1 (17 Wo.)CH | UK1 Gold · (13 Wo.)UK | US4 (18 Wo.)US | Erstveröffentlichung: 25. Februar 1987 Verkäufe: + 1.070.000                                   |
| 1987 | Who’s That Girl                                          | DE2 (16 Wo.)DE | AT4 (3 Mt.)AT | CH2 (14 Wo.)CH | UK1 Silber · (10 Wo.)UK | US1 (16 Wo.)US | Erstveröffentlichung: 23. Juni 1987 Verkäufe: + 850.000                                        |
| 1987 | Causing a Commotion Who’s That Girl                      | DE14 (12 Wo.)DE | AT14 (2½ Mt.)AT | CH9 (8 Wo.)CH | UK4 (9 Wo.)UK | US2 (18 Wo.)US | Erstveröffentlichung: 25. August 1987                                                          |
| 1987 | The Look of Love Who’s That Girl                         | DE34 (7 Wo.)DE | — | CH20 (3 Wo.)CH | UK9 (7 Wo.)UK | — | Erstveröffentlichung: 25. November 1987                                                        |
| 1989 | Like a Prayer                                            | DE2 Gold · (26 Wo.)DE | AT2 (6 Mt.)AT | CH1 (17 Wo.)CH | UK1 ×2Doppelplatin · (19 Wo.)UK | US1 ×2Doppelplatin · (16 Wo.)US | Erstveröffentlichung: 3. März 1989 Verkäufe: + 3.955.000                                       |
| 1989 | Express Yourself Like a Prayer                           | DE3 (18 Wo.)DE | AT5 (3 Mt.)AT | CH1 (15 Wo.)CH | UK5 Silber · (10 Wo.)UK | US2 Gold · (16 Wo.)US | Erstveröffentlichung: 9. Mai 1989 Verkäufe: + 765.000                                          |
| 1989 | Cherish Like a Prayer                                    | DE16 (17 Wo.)DE | AT16 (3 Mt.)AT | CH10 (10 Wo.)CH | UK3 (8 Wo.)UK | US2 (15 Wo.)US | Erstveröffentlichung: 1. August 1989 Verkäufe: + 35.000                                        |
| 1989 | Oh Father Like a Prayer                                  | — | — | — | UK16 (10 Wo.)UK | US20 (13 Wo.)US | Erstveröffentlichung: 24. Oktober 1989 Verkäufe: + 200.000                                     |
| 1989 | Dear Jessie Like a Prayer                                | DE19 (18 Wo.)DE | AT21 (½ Mt.)AT | CH16 (3 Wo.)CH | UK5 Silber · (9 Wo.)UK | — | Erstveröffentlichung: 10. Dezember 1989 Verkäufe: + 200.000                                    |
| 1990 | Keep It Together Like a Prayer                           | — | — | — | — | US8 Gold · (13 Wo.)US | Erstveröffentlichung: 30. Januar 1990 Verkäufe: + 640.000                                      |
| 1990 | Vogue I’m Breathless                                     | DE4 (23 Wo.)DE | AT7 (14 Wo.)AT | CH2 (19 Wo.)CH | UK1 Gold · (14 Wo.)UK | US1 ×3Dreifachplatin · (24 Wo.)US | Erstveröffentlichung: 20. März 1990 Verkäufe: + 4.263.000                                      |
| 1990 | Hanky Panky I’m Breathless                               | DE21 (15 Wo.)DE | AT20 (5 Wo.)AT | CH15 (6 Wo.)CH | UK2 Silber · (9 Wo.)UK | US10 Gold · (11 Wo.)US | Erstveröffentlichung: 12. Juni 1990 Verkäufe: + 735.000                                        |
| 1990 | Justify My Love The Immaculate Collection                | DE10 (17 Wo.)DE | AT9 (9 Wo.)AT | CH3 (13 Wo.)CH | UK2 Silber · (10 Wo.)UK | US1 Platin · (16 Wo.)US | Erstveröffentlichung: 6. November 1990 Verkäufe: + 1.560.500                                   |
| 1991 | Rescue Me The Immaculate Collection                      | DE21 (13 Wo.)DE | — | CH11 (9 Wo.)CH | UK3 (9 Wo.)UK | US9 Gold · (8 Wo.)US | Erstveröffentlichung: 23. Februar 1991 Verkäufe: + 3.291.000                                   |
| 1991 | Crazy for You (Remix) The Immaculate Collection          | — | — | — | UK2 (8 Wo.)UK | — | Erstveröffentlichung: 24. Februar 1991                                                         |
| 1992 | This Used to Be My Playground – a                        | DE6 (20 Wo.)DE | AT11 (12 Wo.)AT | CH6 (21 Wo.)CH | UK3 Silber · (9 Wo.)UK | US1 Platin · (20 Wo.)US | Erstveröffentlichung: 16. Juni 1992 Verkäufe: + 735.000                                        |
| 1992 | Erotica                                                  | DE13 (12 Wo.)DE | AT15 (7 Wo.)AT | CH8 (13 Wo.)CH | UK3 (9 Wo.)UK | US3 Gold · (18 Wo.)US | Erstveröffentlichung: 29. September 1992 Verkäufe: + 535.000                                   |
| 1992 | Deeper and Deeper Erotica                                | DE26 (14 Wo.)DE | AT30 (1 Wo.)AT | CH23 (6 Wo.)CH | UK6 (9 Wo.)UK | US7 (17 Wo.)US | Erstveröffentlichung: 17. November 1992 Verkäufe: + 35.000                                     |
| 1993 | Bad Girl Erotica                                         | DE47 (9 Wo.)DE | — | CH25 (5 Wo.)CH | UK10 (7 Wo.)UK | US36 (11 Wo.)US | Erstveröffentlichung: 2. Februar 1993                                                          |
| 1993 | Fever Erotica                                            | — | — | — | UK6 (6 Wo.)UK | — | Erstveröffentlichung: 6. März 1993 Original: Little Willie John – Fever                        |
| 1993 | Rain Erotica                                             | DE26 (13 Wo.)DE | AT24 (4 Wo.)AT | CH11 (12 Wo.)CH | UK7 (8 Wo.)UK | US14 (20 Wo.)US | Erstveröffentlichung: 5. August 1993 Verkäufe: + 35.000                                        |
| 1993 | Bye Bye Baby Erotica                                     | — | — | CH28 (4 Wo.)CH | — | — | Erstveröffentlichung: 15. November 1993                                                        |
| 1994 | I’ll Remember With Honors O.S.T.                         | DE49 (13 Wo.)DE | — | CH17 (10 Wo.)CH | UK7 (10 Wo.)UK | US2 Gold · (26 Wo.)US | Erstveröffentlichung: 15. März 1994 Verkäufe: + 535.000                                        |
| 1994 | Secret Bedtime Stories                                   | DE29 (12 Wo.)DE | AT11 (12 Wo.)AT | CH1 (19 Wo.)CH | UK5 (10 Wo.)UK | US3 Gold · (22 Wo.)US | Erstveröffentlichung: 27. September 1994 Verkäufe: + 660.000                                   |
| 1994 | Take a Bow Bedtime Stories                               | DE18 (24 Wo.)DE | AT22 (8 Wo.)AT | CH8 (17 Wo.)CH | UK16 (9 Wo.)UK | US1 Gold · (30 Wo.)US | Erstveröffentlichung: 5. Dezember 1994 Verkäufe: + 500.000                                     |
| 1995 | Bedtime Story Bedtime Stories                            | — | — | — | UK4 (13 Wo.)UK | US42 (7 Wo.)US | Erstveröffentlichung: 13. Februar 1995                                                         |
| 1995 | Human Nature Bedtime Stories                             | DE50 (9 Wo.)DE | — | CH17 (10 Wo.)CH | UK8 (6 Wo.)UK | US46 (15 Wo.)US | Erstveröffentlichung: 5. Mai 1995                                                              |
| 1995 | You’ll See Something to Remember                         | DE15 (21 Wo.)DE | AT5 (14 Wo.)AT | CH8 (18 Wo.)CH | UK5 Silber · (14 Wo.)UK | US6 Gold · (20 Wo.)US | Erstveröffentlichung: 23. Oktober 1995 Verkäufe: + 857.000                                     |
| 1996 | One More Chance Something to Remember                    | — | — | — | UK11 (5 Wo.)UK | — | Erstveröffentlichung: 7. März 1996                                                             |
| 1996 | Love Don’t Live Here Anymore Something to Remember       | — | — | — | — | US78 (8 Wo.)US | Erstveröffentlichung: 19. März 1996                                                            |
| 1996 | You Must Love Me Evita                                   | DE78 (4 Wo.)DE | — | CH43 (3 Wo.)CH | UK10 (9 Wo.)UK | US18 Gold · (20 Wo.)US | Erstveröffentlichung: 23. Oktober 1996 Verkäufe: + 500.000                                     |
| 1997 | Don’t Cry for Me Argentina Evita                         | DE3 Gold · (18 Wo.)DE | AT3 (15 Wo.)AT | CH4 Gold · (18 Wo.)CH | UK3 Gold · (13 Wo.)UK | US8 Gold · (16 Wo.)US | Erstveröffentlichung: 4. Februar 1997 Verkäufe: + 1.010.000                                    |
| 1997 | Another Suitcase in Another Hall Evita                   | — | — | — | UK7 (8 Wo.)UK | — | Erstveröffentlichung: 3. März 1997                                                             |
| 1998 | Frozen Ray of Light                                      | DE2 Platin · (20 Wo.)DE | AT2 Gold · (14 Wo.)AT | CH2 Gold · (25 Wo.)CH | UK1 Platin · (13 Wo.)UK | US2 Gold · (20 Wo.)US | Erstveröffentlichung: 23. Februar 1998 Verkäufe: + 2.072.200                                   |
| 1998 | Ray of Light                                             | DE28 (9 Wo.)DE | AT31 (6 Wo.)AT | CH32 (11 Wo.)CH | UK2 Gold · (18 Wo.)UK | US5 Gold · (20 Wo.)US | Erstveröffentlichung: 6. Mai 1998 Verkäufe: + 935.000                                          |
| 1998 | Drowned World/Substitute for Love Ray of Light           | DE39 (9 Wo.)DE | AT34 (1 Wo.)AT | CH31 (5 Wo.)CH | UK10 (9 Wo.)UK | — | Erstveröffentlichung: 24. August 1998                                                          |
| 1998 | The Power of Good-Bye Ray of Light                       | DE4 Gold · (14 Wo.)DE | AT4 Gold · (12 Wo.)AT | CH8 (16 Wo.)CH | UK6 Silber · (13 Wo.)UK | US11 (19 Wo.)US | Erstveröffentlichung: 22. September 1998 Verkäufe: + 490.000                                   |
| 1999 | Nothing Really Matters Ray of Light                      | DE38 (9 Wo.)DE | AT29 (5 Wo.)AT | CH26 (5 Wo.)CH | UK7 Silber · (12 Wo.)UK | US93 (2 Wo.)US | Erstveröffentlichung: 2. März 1999 Verkäufe: + 200.000                                         |
| 1999 | Beautiful Stranger Austin Powers: The Spy Who Shagged Me | DE13 (15 Wo.)DE | AT14 (9 Wo.)AT | CH6 (20 Wo.)CH | UK2 Gold · (16 Wo.)UK | US19 (19 Wo.)US | Erstveröffentlichung: 19. Mai 1999 Verkäufe: + 785.000                                         |
| 2000 | American Pie The Next Best Thing O.S.T.                  | DE1 Gold · (16 Wo.)DE | AT3 Gold · (13 Wo.)AT | CH1 Platin · (32 Wo.)CH | UK1 Gold · (18 Wo.)UK | US29 (9 Wo.)US | Erstveröffentlichung: 3. März 2000 Verkäufe: + 915.000                                         |
| 2000 | Music                                                    | DE2 Gold · (16 Wo.)DE | AT5 (12 Wo.)AT | CH1 Gold · (22 Wo.)CH | UK1 Gold · (24 Wo.)UK | US1 Platin · (24 Wo.)US | Erstveröffentlichung: 21. August 2000 Verkäufe: + 2.813.000                                    |
| 2000 | Don’t Tell Me Music                                      | DE22 (13 Wo.)DE | AT12 (15 Wo.)AT | CH10 (27 Wo.)CH | UK4 Silber · (11 Wo.)UK | US4 Gold · (21 Wo.)US | Erstveröffentlichung: 21. November 2000 Verkäufe: + 895.000                                    |
| 2001 | What It Feels Like for a Girl Music                      | DE16 (9 Wo.)DE | AT26 (10 Wo.)AT | CH11 (20 Wo.)CH | UK7 (12 Wo.)UK | US23 (10 Wo.)US | Erstveröffentlichung: 17. April 2001 Verkäufe: + 35.000                                        |
| 2002 | Die Another Day American Life                            | DE4 (14 Wo.)DE | AT2 (14 Wo.)AT | CH4 (19 Wo.)CH | UK3 Silber · (18 Wo.)UK | US8 (17 Wo.)US | Erstveröffentlichung: 22. Oktober 2002 Verkäufe: + 599.000                                     |
| 2003 | American Life                                            | DE10 (9 Wo.)DE | AT7 (11 Wo.)AT | CH1 (13 Wo.)CH | UK2 (19 Wo.)UK | US37 (8 Wo.)US | Erstveröffentlichung: 8. April 2003 Verkäufe: + 160.000                                        |
| 2003 | Hollywood American Life                                  | DE21 (9 Wo.)DE | AT34 (9 Wo.)AT | CH15 (13 Wo.)CH | UK2 (7 Wo.)UK | — | Erstveröffentlichung: 14. Juli 2003                                                            |
| 2003 | Nothing Fails American Life                              | DE36 (8 Wo.)DE | AT51 (8 Wo.)AT | CH41 (10 Wo.)CH | — | — | Erstveröffentlichung: 26. Oktober 2003                                                         |
| 2003 | Love Profusion American Life                             | — | — | CH31 (11 Wo.)CH | UK11 (6 Wo.)UK | — | Erstveröffentlichung: 8. Dezember 2003                                                         |
| 2005 | Hung Up Confessions on a Dance Floor                     | DE1 ×3Dreifachgold · (28 Wo.)DE | AT1 (30 Wo.)AT | CH1 Platin · (99 Wo.)CH | UK1 ×2Doppelplatin · (40 Wo.)UK | US7 Platin · (20 Wo.)US | Erstveröffentlichung: 17. Oktober 2005 Verkäufe: + 4.739.000                                   |
| 2006 | Sorry Confessions on a Dance Floor                       | DE5 (14 Wo.)DE | AT8 (19 Wo.)AT | CH4 (36 Wo.)CH | UK1 Silber · (19 Wo.)UK | US58 (6 Wo.)US | Erstveröffentlichung: 7. Februar 2006 Verkäufe: + 604.000                                      |
| 2006 | Get Together Confessions on a Dance Floor                | DE28 (9 Wo.)DE | AT35 (6 Wo.)AT | CH24 (16 Wo.)CH | UK7 (9 Wo.)UK | — | Erstveröffentlichung: 6. Juni 2006 Verkäufe: + 10.000                                          |
| 2006 | Jump Confessions on a Dance Floor                        | DE23 (9 Wo.)DE | AT20 (12 Wo.)AT | CH21 (16 Wo.)CH | UK9 (7 Wo.)UK | — | Erstveröffentlichung: 31. Oktober 2006                                                         |
| 2007 | Hey You –                                                | — | — | CH55 (7 Wo.)CH | — | — | Erstveröffentlichung: 24. Mai 2007                                                             |
| 2008 | 4 Minutes Hard Candy                                     | DE1 Platin · (31 Wo.)DE | AT2 (32 Wo.)AT | CH1 (48 Wo.)CH | UK1 Platin · (29 Wo.)UK | US3 ×2Doppelplatin · (20 Wo.)US | Erstveröffentlichung: 17. März 2008 Verkäufe: + 4.672.799; feat. Justin Timberlake & Timbaland |
| 2008 | Give It 2 Me Hard Candy                                  | DE8 (15 Wo.)DE | AT10 (17 Wo.)AT | CH4 (24 Wo.)CH | UK7 Silber · (23 Wo.)UK | US57 (1 Wo.)US | Erstveröffentlichung: 24. Juni 2008 Verkäufe: + 614.434                                        |
| 2008 | Miles Away Hard Candy                                    | DE11 (14 Wo.)DE | AT21 (10 Wo.)AT | CH32 (13 Wo.)CH | UK39 (2 Wo.)UK | — | Erstveröffentlichung: 17. Oktober 2008 Verkäufe: + 850.000                                     |
| 2009 | Celebration                                              | DE5 (15 Wo.)DE | AT8 (12 Wo.)AT | CH4 (21 Wo.)CH | UK3 (7 Wo.)UK | US71 (1 Wo.)US | Erstveröffentlichung: 31. Juli 2009 Verkäufe: + 382.521                                        |
| 2009 | Revolver Celebration                                     | — | — | — | — | — | Erstveröffentlichung: 13. Dezember 2009 feat. Lil Wayne                                        |
| 2012 | Give Me All Your Luvin’ MDNA                             | DE8 (12 Wo.)DE | AT11 (9 Wo.)AT | CH6 (11 Wo.)CH | UK37 (4 Wo.)UK | US10 Gold · (6 Wo.)US | Erstveröffentlichung: 3. Februar 2012 Verkäufe: + 768.600; feat. Nicki Minaj & M.I.A.          |
| 2012 | Girl Gone Wild MDNA                                      | — | AT62 (1 Wo.)AT | CH29 (9 Wo.)CH | UK73 (1 Wo.)UK | — | Erstveröffentlichung: 2. März 2012 Verkäufe: + 60.000                                          |
| 2012 | Masterpiece MDNA                                         | — | — | — | UK68 (2 Wo.)UK | — | Erstveröffentlichung: 2. April 2012 nur in UK veröffentlicht                                   |
| 2014 | Living for Love Rebel Heart                              | DE40 (5 Wo.)DE | — | CH49 (3 Wo.)CH | UK26 (4 Wo.)UK | — | Erstveröffentlichung: 20. Dezember 2014 Verkäufe: + 55.000                                     |
| 2015 | Ghosttown Rebel Heart                                    | DE34 (11 Wo.)DE | — | CH39 (2 Wo.)CH | — | — | Erstveröffentlichung: 13. März 2015 Verkäufe: + 50.000                                         |
| 2015 | Bitch I’m Madonna Rebel Heart                            | — | — | — | — | US84 (2 Wo.)US | Erstveröffentlichung: 15. Juni 2015 Verkäufe: + 130.000; feat. Nicki Minaj                     |
| 2019 | Medellín Madame X                                        | — | — | CH69 (2 Wo.)CH | UK87 (1 Wo.)UK | — | Erstveröffentlichung: 17. April 2019 Verkäufe: + 65.000; feat. Maluma                          |
| 2019 | I Rise Madame X                                          | — | — | — | — | — | Erstveröffentlichung: 3. Mai 2019                                                              |
| 2019 | Future Madame X                                          | — | — | — | — | — | Erstveröffentlichung: 17. Mai 2019 feat. Quavo                                                 |
| 2020 | I Don't Search I Find Madame X                           | — | — | — | — | — | Erstveröffentlichung: 22. Mai 2020                                                             |
| 2021 | Frozen (Sickick Remix) –                                 | — | — | — | — | — | Erstveröffentlichung: 3. Dezember 2021 Verkäufe: + 150.000; mit Sickick                        |
| 2022 | Back That Up to the Beat Madame X (International Deluxe) | — | — | — | — | — | Erstveröffentlichung: 30. Dezember 2022 Verkäufe: + 25.000                                     |
| 2025 | Skin (The Collaboration Remix Edit) Veronica Electronica | — | — | — | — | — | Erstveröffentlichung: 6. Juni 2025                                                             |
| Folgende Lieder erschienen nicht als Single, wurden aber durch das Album zum Download und Streaming bereitgestellt und konnten somit eine Platzierung erlangen: |                                                          | | | | | |                                                                                                |
| |                                                          | | | | | |                                                                                                |
| 2014 | Devil Pray Rebel Heart                                   | — | — | CH59 (1 Wo.)CH | — | — | Charteinstieg: 27. Dezember 2014                                                               |

### Als Gastmusikerin
| Jahr | Titel Album                                                                   | Höchstplatzierung, Gesamtwochen, AuszeichnungChartplatzierungen (Jahr, Titel, Album, Platzierungen, Wochen, Auszeichnungen, Anmerkungen) | Höchstplatzierung, Gesamtwochen, AuszeichnungChartplatzierungen (Jahr, Titel, Album, Platzierungen, Wochen, Auszeichnungen, Anmerkungen) | Höchstplatzierung, Gesamtwochen, AuszeichnungChartplatzierungen (Jahr, Titel, Album, Platzierungen, Wochen, Auszeichnungen, Anmerkungen) | Höchstplatzierung, Gesamtwochen, AuszeichnungChartplatzierungen (Jahr, Titel, Album, Platzierungen, Wochen, Auszeichnungen, Anmerkungen) | Höchstplatzierung, Gesamtwochen, AuszeichnungChartplatzierungen (Jahr, Titel, Album, Platzierungen, Wochen, Auszeichnungen, Anmerkungen) | Anmerkungen                                                                                        |
| Jahr | Titel Album                                                                   | DE | AT | CH | UK | US | Anmerkungen                                                                                        |
| ---- | ----------------------------------------------------------------------------- | --- | --- | --- | --- | --- | -------------------------------------------------------------------------------------------------- |
| 1984 | Sidewalk Talk Wotupski!?!                                                     | — | — | — | — | — | Erstveröffentlichung: Dezember 1984 Jellybean, Hintergrundgesang von Madonna                       |
| 2003 | Me Against the Music In the Zone                                              | DE5 (12 Wo.)DE | AT12 (15 Wo.)AT | CH4 (15 Wo.)CH | UK2 Silber · (15 Wo.)UK | US35 Gold · (13 Wo.)US | Erstveröffentlichung: 14. Oktober 2003 Verkäufe: + 775.000; Britney Spears feat. Madonna           |
| 2020 | Levitating (The Blessed Madonna Remix) Club Future Nostalgia: The Remix Album | DE— bDE | — | — | — | — | Erstveröffentlichung: 13. August 2020 Dua Lipa feat. Madonna & Missy Elliott                       |
| 2023 | Sorry –                                                                       | — | — | — | — | — | Erstveröffentlichung: 10. Februar 2023 Blong:ish, Eran Hersh & Darmon feat. Madonna                |
| 2023 | Popular The Highlights (Deluxe Edition)                                       | DE21 Gold · (34 Wo.)DE | AT16 (21 Wo.)AT | CH11 (37 Wo.)CH | UK10 Platin · (35 Wo.)UK | US43 Platin · (19 Wo.)US | Erstveröffentlichung: 2. Juni 2023 Verkäufe: + 2.940.000; The Weeknd feat. Madonna & Playboi Carti |
| 2023 | Vulgar –                                                                      | — | — | — | UK69 (1 Wo.)UK | — | Erstveröffentlichung: 9. Juni 2023 Verkäufe: + 20.000; Sam Smith feat. Madonna                     |

## Videoalben und Musikvideos
Aufgeführt sind nur reguläre Veröffentlichungen in chronologischer Reihenfolge.

### Videoalben
| Jahr | Titel                                          | Höchstplatzierung, Gesamtwochen, AuszeichnungChartplatzierungen (Jahr, Titel, Platzierungen, Wochen, Auszeichnungen, Anmerkungen) | Höchstplatzierung, Gesamtwochen, AuszeichnungChartplatzierungen (Jahr, Titel, Platzierungen, Wochen, Auszeichnungen, Anmerkungen) | Höchstplatzierung, Gesamtwochen, AuszeichnungChartplatzierungen (Jahr, Titel, Platzierungen, Wochen, Auszeichnungen, Anmerkungen) | Höchstplatzierung, Gesamtwochen, AuszeichnungChartplatzierungen (Jahr, Titel, Platzierungen, Wochen, Auszeichnungen, Anmerkungen) | Höchstplatzierung, Gesamtwochen, AuszeichnungChartplatzierungen (Jahr, Titel, Platzierungen, Wochen, Auszeichnungen, Anmerkungen) | Anmerkungen                                                                               |
| Jahr | Titel                                          | DE | AT | CH | UK | US | Anmerkungen                                                                               |
| ---- | ---------------------------------------------- | --- | --- | --- | --- | --- | ----------------------------------------------------------------------------------------- |
| 1985 | Madonna Live (The Virgin Tour)                 | — | — | — | — | — | Erstveröffentlichung: 1985 Laser Disc, VHS, Beta                                          |
| 1988 | Ciao Italia – Live from Italy                  | — | — | — | UK28 (5 Wo.)UK | — | Erstveröffentlichung: 1988 Charteinstieg UK: 1998 DVD, Laser Disc, VHS                    |
| 1990 | Blond Ambition World Tour Live                 | — | — | — | — | — | Erstveröffentlichung: 1990 Laser Disc, VHS                                                |
| 1991 | In Bed with Madonna                            | — | — | — | UK6 (66 Wo.)UK | — | Erstveröffentlichung: 1991 Charteinstieg UK: 1994 DVD, Laser Disc, VHS Tour Dokumentation |
| 1993 | The Girlie Show: Live Down Under               | — | — | — | UK1 (109 Wo.)UK | — | Erstveröffentlichung: 1993 DVD, Laser Disc, VHS, VCD                                      |
| 2000 | The Ultimate Collection                        | — | — | CH4 (4 Wo.)CH | UK4 (50 Wo.)UK | — | Erstveröffentlichung: September 2000 VD                                                   |
| 2001 | Drowned World Tour 2001 – Live in Detroit      | — | — | CH6 (1 Wo.)CH | UK1 (58 Wo.)UK | — | Erstveröffentlichung: November 2001 DVD, VHS, VCD                                         |
| 2006 | I’m Going to Tell You a Secret                 | — | — | — | UK1 (13 Wo.)UK | — | Erstveröffentlichung: 20. Juni 2006 DVD+CD Tour-Dokumentation                             |
| 2007 | The Confessions Tour – Live From London        | — | — | CH1 (16 Wo.)CH | — | — | Erstveröffentlichung: 26. Januar 2007 DVD oder Digipack (CD und DVD)                      |
| 2009 | Celebration – The Video Collection             | — | — | CH1 (8 Wo.)CH | — | — | Erstveröffentlichung: 28. September 2009 47 Musikvideos                                   |
| 2010 | Sticky and Sweet Tour – Live from Buenos Aires | — | — | — | — | — | Erstveröffentlichung: 29. März 2010 Digipack (CD und DVD oder Blu-Ray)                    |
| 2013 | MDNA World Tour                                | — | — | CH1 (9 Wo.)CH | — | — | Erstveröffentlichung: 2. Oktober 2013 DVD (+2 CD), Blu-Ray                                |
| 2015 | Rebel Heart Tour                               | — | — | CH1 (7 Wo.)CH | UK1 (43 Wo.)UK | — | Erstveröffentlichung: 15. September 2015 Verkäufe: + 10.000                               |

### Musikvideos
| Jahr | Titel                                                  | Regie                              |
| ---- | ------------------------------------------------------ | ---------------------------------- |
| 1982 | Everybody                                              | Ed Steinberg                       |
| 1983 | Burning Up                                             | Steve Barron                       |
| 1983 | Holiday                                                | unbekannt                          |
| 1984 | Lucky Star                                             | Arthur Pierson                     |
| 1984 | Borderline                                             | Mary Lambert                       |
| 1984 | Like a Virgin                                          | Mary Lambert                       |
| 1985 | Material Girl                                          | Mary Lambert                       |
| 1985 | Crazy for You                                          | Harold Becker                      |
| 1985 | Angel                                                  | unbekannt                          |
| 1985 | Gambler                                                | Harold Becker                      |
| 1985 | Into the Groove                                        | Susan Seidelman                    |
| 1986 | Live to Tell                                           | James Foley                        |
| 1986 | Papa Don’t Preach                                      | James Foley                        |
| 1986 | True Blue                                              | James Foley                        |
| 1986 | Open Your Heart                                        | Jean-Baptiste Mondino              |
| 1987 | La Isla Bonita                                         | Mary Lambert                       |
| 1987 | Who’s That Girl                                        | Peter Rosenthal                    |
| 1989 | Like a Prayer                                          | Mary Lambert                       |
| 1989 | Express Yourself                                       | David Fincher                      |
| 1989 | Cherish                                                | Herb Ritts                         |
| 1989 | Oh Father                                              | David Fincher                      |
| 1989 | Dear Jessie                                            | Derek Hayes                        |
| 1990 | Vogue                                                  | David Fincher                      |
| 1990 | Justify My Love                                        | Jean-Baptiste Mondino              |
| 1992 | This Used to Be My Playground                          | Alek Keshishian                    |
| 1992 | Erotica                                                | Fabien Baron                       |
| 1992 | Deeper and Deeper                                      | Bobby Woods                        |
| 1993 | Bad Girl                                               | David Fincher                      |
| 1993 | Fever                                                  | Stéphane Sednaoui                  |
| 1993 | Rain                                                   | Mark Romanek                       |
| 1994 | I’ll Remember                                          | Alek Keshishian                    |
| 1994 | Secret                                                 | Melodie McDaniel                   |
| 1994 | Take a Bow                                             | Michael Haussman                   |
| 1995 | Bedtime Story                                          | Mark Romanek                       |
| 1995 | Human Nature                                           | Jean-Baptiste Mondino              |
| 1995 | I Want You (mit Massive Attack)                        | Earle Sebastian                    |
| 1995 | You’ll See                                             | Michael Haussman                   |
| 1996 | Love Don’t Live Here Anymore (1995 remix)              | Jean-Baptiste Mondino              |
| 1996 | You Must Love Me                                       | Alan Parker                        |
| 1998 | Frozen                                                 | Chris Cunningham                   |
| 1998 | Ray of Light                                           | Jonas Åkerlund                     |
| 1998 | Drowned World/Substitute for Love                      | Walter Stern                       |
| 1998 | The Power of Good-Bye                                  | Matthew Rolston                    |
| 1999 | Nothing Really Matters                                 | Johan Renck                        |
| 1999 | Beautiful Stranger                                     | Brett Ratner                       |
| 2000 | American Pie                                           | Philipp Stölzl                     |
| 2000 | Music                                                  | Jonas Åkerlund                     |
| 2000 | Don’t Tell Me                                          | Jean-Baptiste Mondino              |
| 2001 | What It Feels Like for a Girl                          | Guy Ritchie                        |
| 2002 | Die Another Day                                        | Traktor                            |
| 2003 | American Life                                          | Jonas Åkerlund                     |
| 2003 | Hollywood                                              | Jean-Baptiste Mondino              |
| 2003 | Me Against the Music (Britney Spears feat. Madonna)    | Paul Hunter                        |
| 2003 | Love Profusion                                         | Luc Besson                         |
| 2005 | Hung Up                                                | Johan Renck                        |
| 2006 | Sorry                                                  | Jamie King                         |
| 2006 | Get Together                                           | Eugene Riecansky                   |
| 2006 | Jump                                                   | Jonas Åkerlund, Brett Capseed      |
| 2007 | Hey You                                                | Johan Söderberg, Marcus Lindkvist  |
| 2008 | 4 Minutes (feat. Justin Timberlake and Timbaland)      | Jonas Euvremer, François Rousselet |
| 2008 | Give It 2 Me                                           | Tom Munro, Nathan Rissman          |
| 2008 | Miles Away                                             | Nathan Rissman                     |
| 2009 | Celebration                                            | Jonas Åkerlund                     |
| 2012 | Give Me All Your Luvin’ (feat. Nicki Minaj and M.I.A.) | Megaforce                          |
| 2012 | Girl Gone Wild                                         | Mert Alaş, Marcus Piggott          |
| 2012 | Turn Up the Radio                                      | Tom Munro                          |
| 2015 | Living for Love                                        | J.A.C.K.                           |
| 2015 | Ghosttown                                              | Jonas Åkerlund                     |
| 2015 | Bitch I’m Madonna (feat. Nicki Minaj)                  | Jonas Åkerlund                     |
| 2019 | Medellín (mit Maluma)                                  | Diana Kunst, Mau Morgó             |
| 2019 | Crave (mit Swae Lee)                                   | Nuno Xico                          |
| 2019 | Dark Ballet                                            | Emmanuel Adjei                     |
| 2019 | God Control                                            | Jonas Åkerlund                     |
| 2019 | I Rise                                                 | Peter Matkiwksy                    |
| 2019 | Batuka                                                 | Emmanuel Adjei                     |
| 2022 | Frozen (Fireboy DML remix)                             | Ricardo Gomes                      |
| 2022 | Frozen (feat. 070 Shake)                               | Ryan Drake, Ricardo Gomes          |
| 2022 | Hung Up on Tokischa (feat. Tokischa)                   | Sasha Kasiuha                      |
| 2024 | Popular (mit The Weeknd und Playboi Carti)             | Cliqua                             |

### Veröffentlichungen mit Musikvideos
| Jahr | Titel                                       | Format                    |
| ---- | ------------------------------------------- | ------------------------- |
| 1985 | Madonna (4 Musikvideos)                     | VHS, Laser Disc           |
| 1990 | The Immaculate Collection (13 Musikvideos)  | DVD, VHS, Laser Disc      |
| 1990 | Justify My Love (2 Musikvideos)             | VHS-Single                |
| 1998 | Ray of Light                                | VHS-Single (limitiert)    |
| 1999 | The Video Collection 93:99 (14 Musikvideos) | DVD, VHS, Laser Disc, VCD |
| 2000 | Music                                       | DVD-Single                |
| 2001 | What It Feels Like for a Girl               | DVD-Single                |
| 2009 | Celebration – The Video Collection          | 2 DVD                     |

## Boxsets
| Jahr | Titel Musiklabel                                  | Höchstplatzierung, Gesamtwochen, AuszeichnungChartplatzierungen (Jahr, Titel, Musiklabel, Platzierungen, Wochen, Auszeichnungen, Anmerkungen) | Höchstplatzierung, Gesamtwochen, AuszeichnungChartplatzierungen (Jahr, Titel, Musiklabel, Platzierungen, Wochen, Auszeichnungen, Anmerkungen) | Höchstplatzierung, Gesamtwochen, AuszeichnungChartplatzierungen (Jahr, Titel, Musiklabel, Platzierungen, Wochen, Auszeichnungen, Anmerkungen) | Höchstplatzierung, Gesamtwochen, AuszeichnungChartplatzierungen (Jahr, Titel, Musiklabel, Platzierungen, Wochen, Auszeichnungen, Anmerkungen) | Höchstplatzierung, Gesamtwochen, AuszeichnungChartplatzierungen (Jahr, Titel, Musiklabel, Platzierungen, Wochen, Auszeichnungen, Anmerkungen) | Anmerkungen                         |
| Jahr | Titel Musiklabel                                  | DE | AT | CH | UK | US | Anmerkungen                         |
| ---- | ------------------------------------------------- | --- | --- | --- | --- | --- | ----------------------------------- |
| 2012 | The Complete Studio Albums 1983–2008 Warner Bros. | DE63 (1 Wo.)DE | — | CH52 (1 Wo.)CH | UK70 (1 Wo.)UK | — | Erstveröffentlichung: 26. März 2012 |

## Promoveröffentlichungen
Promo-Singles
Club Promo Singles sind keine regulären kommerziellen Veröffentlichungen. Neue, speziell für Clubs aufgenommene Dance-Mixe sollten die aktuellen Alben in den Diskotheken promoten. Sie konnten sich durch entsprechende DJ-Einsätze auch in den US-amerikanischen Billboard’s Hot Dance Music/Club Play Charts platzieren:
- 1997: Buenos Aires (Platz 3)
- 2001: Impressive Instant (Platz 1)
- 2001: GHV2 Megamix (Platz 5)
- 2004: Nobody Knows Me (Platz 4)
- 2005: Mother and Father (Platz 9) konnte sich als Remix vom Peter Rauhofer Album „Rauhofer – Live @ The Roxy 4“ in den Charts platzieren (ohne eigene Promo-Single).

„Indoor Promo Singles“ wurden zu Testzwecken für die Promotion hergestellt. Sie gingen nicht an die Öffentlichkeit. Zum Teil waren es Testpressungen zu Singles, die wieder verworfen wurden.
- 1989: Pray for Spanish Eyes (Spanien)
- 1990: Now I’m Following You (Testpressung – Veröffentlichung wurde verworfen)
- 1995: I Want You (Veröffentlichung wurde verworfen)
- 1995: Veras
- 1998: Little Star
- 2001: Amazing (Veröffentlichung wurde verworfen)
- 2001: Lo que siente la mujer
- 2012: Masterpiece
- 2013: Gang Bang
- 2013: Gang Bang
- 2019: Dark Ballet

Die Single EP „The Holiday Collection“ wurde 1991 in geringer Stückzahl zur Promotion von „The Immaculate Collection“ lokal begrenzt veröffentlicht, aber nicht beworben. „Into The Hollywood Groove“ gab es 2003 als Beigabe beim Kauf von Jeans in GAP-Geschäften.

## Sonderveröffentlichungen

### Demos
Bevor Madonna zum Weltstar wurde, sang sie Background bei Undergroundproduktionen des Experimentalmusikers Otto von Wernherr oder frühen Punkbands wie Emmy.
- 1989: Give It to Me – The Early Years: Alte Otto von Wernherr Demos.
- 1989: The Early Years: inkl. „Give It to Me …“ Alte Otto von Wernherr Demos.
- 1994: In the Beginning: Demos bekannter, wie unbekannter früher Stephen Bray Produktionen.
- 1996: Pre-Madonna: US-Ausgabe von „In the Beginning“ mit einem Extra-Track.

### Soundtrackbeiträge
Soundtracks mit ein oder zwei Madonna-Songs.
- 1985 Vision Quest: „Crazy for You“ und „Gambler“
- 1987 Walk Like a Man: „Sidewalk Talk“
- 1991 My Private Idaho: „Cherish“
- 1994 With Honors: „I’ll Remember“
- 1995 Der Postmann: „If You Forget Me“ (Madonna liest ein Gedicht)
- 1997 Echt Blond: „Hanky Panky“
- 1999 Eine Hochzeit zum Verlieben Volume 2: „Holiday“
- 1999 Austin Powers – Spion in geheimer Missionarsstellung: „Beautiful Stranger“
- 2000 More Music from Austin Powers – Spion in geheimer Missionarsstellung: „Beautiful Stranger (Calderone Mix)“
- 2000 Ein Freund zum Verlieben: „American Pie“ und „Time Stood Still“
- 2000 Snatch – Schweine und Diamanten: „Lucky Star“
- 2002 Stirb an einem anderen Tag: „Die Another Day“
- 2004 30 über Nacht: „Crazy for You“
- 2004 Bridget Jones – Am Rande des Wahnsinns: „Material Girl“
- 2005 Die Eisprinzessin: „Ray of Light“
- 2006 Der Teufel trägt Prada: „Vogue“ und „Jump“
- 2006 Material Girls: „Material Girl“
- 2010 Burlesque: „Ray of Light“
- 2012 W.E.: „Masterpiece“

## Statistik

### Chartauswertung
|                     | DE     | AT     | CH     | UK     | US     |
| ------------------- | ------ | ------ | ------ | ------ | ------ |
| Nummer-eins-Alben   | DE12DE | AT9AT  | CH9CH  | UK12UK | US9US  |
| Top-10-Alben        | DE24DE | AT21AT | CH25CH | UK24UK | US23US |
| Alben in den Charts | DE29DE | AT25AT | CH29CH | UK30UK | US28US |

|                       | DE     | AT     | CH     | UK     | US     |
| --------------------- | ------ | ------ | ------ | ------ | ------ |
| Nummer-eins-Singles   | DE4DE  | AT2AT  | CH9CH  | UK13UK | US12US |
| Top-10-Singles        | DE26DE | AT24AT | CH34CH | UK62UK | US40US |
| Singles in den Charts | DE63DE | AT50AT | CH70CH | UK74UK | US58US |

|                          | DE    | AT    | CH    | UK    | US    |
| ------------------------ | ----- | ----- | ----- | ----- | ----- |
| Nummer-eins-Videoalben   | DE—DE | AT—AT | CH4CH | UK4UK | US—US |
| Top-10-Videoalben        | DE—DE | AT—AT | CH6CH | UK6UK | US—US |
| Videoalben in den Charts | DE—DE | AT—AT | CH6CH | UK7UK | US—US |

### Auszeichnungen für Musikverkäufe
| Land/RegionAuszeichnungen für Musikverkäufe (Land/Region, Auszeichnungen, Verkäufe, Quellen) | Silber       | Gold         | Platin         | Diamant     | Verkäufe   | Quellen |
| -------------------------------------------------------------------------------------------- | ------------ | ------------ | -------------- | ----------- | ---------- | --- |
| Argentinien (CAPIF)                                                                          | —            | 6× Gold6     | 39× Platin39   | —           | 1.564.000  | capif.org.ar (1) (Memento vom 8. November 2011 im Internet Archive) capif.org.ar (2) (Memento vom 31. Mai 2011 im Internet Archive) capif.org.ar (3) (Memento vom 14. Februar 2008 im Internet Archive) |
| Australien (ARIA)                                                                            | —            | 26× Gold26   | 83× Platin83   | —           | 5.947.500  | aria.com.au |
| Belgien (BRMA)                                                                               | —            | 11× Gold11   | 14× Platin14   | —           | 1.025.000  | ultratop.be |
| Brasilien (PMB)                                                                              | —            | 19× Gold19   | 31× Platin31   | 2× Diamant2 | 4.360.000  | pro-musicabr.org.br |
| Chile (IFPI)                                                                                 | —            | 3× Gold3     | —              | —           | 33.500     | Einzelnachweise |
| Costa Rica                                                                                   | —            | Gold1        | —              | —           | 3.000      | Einzelnachweise |
| Dänemark (IFPI)                                                                              | Silber1      | 6× Gold6     | 25× Platin25   | —           | 1.005.000  | ifpi.dk |
| Deutschland (BVMI)                                                                           | —            | 20× Gold20   | 25× Platin25   | —           | 12.850.000 | musikindustrie.de |
| Europa (IFPI)                                                                                | —            | —            | 29× Platin29   | —           | 29.000.000 | ifpi.org (Memento vom 8. Februar 2014 im Internet Archive) |
| Finnland (IFPI)                                                                              | —            | 7× Gold7     | 10× Platin10   | —           | 683.319    | ifpi.fi |
| Frankreich (SNEP)                                                                            | 12× Silber12 | 18× Gold18   | 24× Platin24   | 3× Diamant3 | 13.178.600 | infodisc.fr snepmusique.com |
| Golf-Kooperationsrat (IFPI)                                                                  | —            | —            | Platin1        | —           | 6.000      | ifpi.org (Memento vom 15. Oktober 2013 im Internet Archive) |
| Griechenland (IFPI)                                                                          | —            | 4× Gold4     | 7× Platin7     | —           | 170.000    | Einzelnachweise |
| Hongkong (IFPI/HKRIA)                                                                        | —            | —            | 8× Platin8     | —           | 160.000    | ifpihk.org |
| Indien (IMI)                                                                                 | —            | Gold1        | —              | —           | 4.000      | Einzelnachweise |
| Irland (IRMA)                                                                                | —            | Gold1        | 6× Platin6     | —           | 97.500     | irishcharts.ie |
| Israel (IFPI)                                                                                | —            | —            | Platin1        | —           | 40.000     | Einzelnachweise |
| Italien (FIMI)                                                                               | —            | 13× Gold13   | 31× Platin31   | —           | 3.700.000  | fimi.it |
| Japan (RIAJ)                                                                                 | —            | 9× Gold9     | 27× Platin27   | —           | 7.050.000  | riaj.or.jp JP2 |
| Kanada (MC)                                                                                  | —            | 2× Gold2     | 44× Platin44   | 2× Diamant2 | 6.236.000  | musiccanada.com |
| Kolumbien (ASINCOL)                                                                          | —            | —            | 2× Platin2     | —           | 20.000     | Einzelnachweise |
| Kroatien (HDU)                                                                               | Silber1      | —            | —              | —           | 3.000      | hgu.hr |
| Mexiko (AMPROFON)                                                                            | —            | 10× Gold10   | 6× Platin6     | —           | 1.485.000  | amprofon.com.mx |
| Neuseeland (RMNZ)                                                                            | —            | 8× Gold8     | 36× Platin36   | —           | 829.000    | aotearoamusiccharts.co.nz NZ2 (Memento vom 24. Juli 2011 im Internet Archive) NZ3 NZ4 |
| Niederlande (NVPI)                                                                           | —            | 6× Gold6     | 15× Platin15   | —           | 1.560.000  | nvpi.nl |
| Norwegen (IFPI)                                                                              | —            | 2× Gold2     | 7× Platin7     | —           | 305.000    | ifpi.no (Memento vom 5. November 2012 im Internet Archive) |
| Österreich (IFPI)                                                                            | —            | 9× Gold9     | 11× Platin11   | —           | 645.000    | ifpi.at |
| Polen (ZPAV)                                                                                 | —            | 12× Gold12   | 10× Platin10   | —           | 795.000    | olis.pl |
| Portugal (AFP)                                                                               | —            | 8× Gold8     | 5× Platin5     | —           | 160.000    | Einzelnachweise |
| Russland (NFPF)                                                                              | —            | 2× Gold2     | 18× Platin18   | —           | 380.000    | 2m-online.ru |
| Schweden (IFPI)                                                                              | —            | 9× Gold9     | 16× Platin16   | —           | 1.160.000  | sverigetopplistan.se |
| Schweiz (IFPI)                                                                               | —            | 11× Gold11   | 24× Platin24   | —           | 1.310.000  | hitparade.ch |
| Slowakei (IFPI)                                                                              | —            | —            | 3× Platin3     | —           | 6.000      | Einzelnachweise |
| Singapur (RIAS)                                                                              | —            | —            | Platin1        | —           | 15.000     | Einzelnachweise |
| Spanien (Promusicae)                                                                         | —            | 13× Gold13   | 36× Platin36   | —           | 3.230.000  | elportaldemusica.es promusicae.es ES3 ES4 |
| Südafrika (RISA)                                                                             | —            | 5× Gold5     | —              | —           | 110.000    | mi2n.com |
| Tschechien (IFPI)                                                                            | —            | Gold1        | 4× Platin4     | —           | 37.000     | Einzelnachweise |
| Türkei (Mü-YAP)                                                                              | —            | Gold1        | —              | —           | 5.000      | mu-yap.org |
| Ungarn (MAHASZ)                                                                              | —            | 4× Gold4     | 2× Platin2     | —           | 58.000     | slagerlistak.hu |
| Vereinigte Staaten (RIAA)                                                                    | —            | 27× Gold27   | 71× Platin71   | 2× Diamant2 | 94.119.000 | riaa.com |
| Vereinigtes Königreich (BPI)                                                                 | 23× Silber23 | 17× Gold17   | 76× Platin76   | —           | 36.027.200 | bpi.co.uk |
| Zentralamerika (CFC)                                                                         | —            | —            | Platin1        | —           | 70.000     | cfc-musica.com |
| Insgesamt                                                                                    | 37× Silber37 | 292× Gold292 | 749× Platin749 | 9× Diamant9 |            | |